# Idioma bijagó
El bijagó es la lengua de las Islas Bijagós de Guinea-Bisáu. Sus dialectos son los siguientes:
- Anhaki en la isla Canhabaque,
- Kagbaaga en la isla de Bubaque, Rubane y Soga.
- Kajoko en las islas Orango, Orangozinho, Uno, Uracane y Unhocomo.
- Kamona en el norte de las islas Caravela, Carache y Maio.

Se supone que existen otros dialectos hablados en Formosa e Isla de las Gallinas, pero no se han documentado suficientemente.
Con la excepción de Kamona, la mayoría de los dialectos son mutuamente inteligibles. La excepción para kamona proviene del aislamiento de este dialecto, hablado en las islas del norte, sin mucho contacto con las otras islas. La diferencia se relaciona principalmente con el nivel de vocabulario  .
Dentro del mismo dialecto, también están presentes variaciones locales específicas de cada isla.

## Clasificación
El bijagó es muy divergente dentro de su grupo filogenético, el grupo bak. Sapir (1971) lo clasificó como una rama aislada dentro de la familia del Atlántico occidental. Sin embargo, Segerer mostró que esto se debe principalmente a cambios fonéticos no reconocidos y que el bijago está de hecho cerca de las Lenguas bak. Por ejemplo, los siguientes cognados en Bijago y Joola Kasa (un idioma bak) son completamente regulares, pero no se habían identificado previamente:
| Glosa  | Bijagó | Joola Kasa |
| ------ | ------ | ---------- |
| cabeza | bu     | fu-kow     |
| ojo    | nɛ     | ji-cil     |

## Descripción lingüística
El dialecto kajoko es uno de los pocos en el mundo que se sabe que usa una consonante linguolabial, la oclusiva sonora [d̼], en su sistema de sonidos (Olson et al. 2009).

### Fonología
Las siguientes tablas muestran el inventario consonántico y vocálico del bijagó.

#### Vocales
|             | Anterior | Posterior |
| ----------- | -------- | --------- |
| Cerrada     | i        | u         |
| Semicerrada | e        | o         |
| Semiabierta | ɛ        | ɔ         |
| Abierta     | a        |           |

#### Consonantes
|             | Labial | Dental | Retrofleja | Palatal | Velar | Velo-labial |
| ----------- | ------ | ------ | ---------- | ------- | ----- | ----------- |
| Sorda       | p      | t      | ʈ          | s       | k     | kp          |
| Sonora      | b      | d      |            | j       | ɡ     | ɡb          |
| Nasal       | m      | n      |            | ɲ       | ŋ     |             |
| Aproximante |        | r      |            | y       |       | w           |

Los dialectos Ahnaki y Kajoko también usan la consonante oclusiva apicolabial sonora (oclusión hecha entre la punta de la lengua y el labio superior, a veces denominada 'bd') o los dialectos Kajoko y Caravela usan la consonante fricativa bilabial sonora [β].